# 2019-es Formula–1 japán nagydíj
A japán nagydíj volt a 2019-es Formula–1 világbajnokság tizenhetedik futama, amelyet 2019. október 11. és október 13. között rendeztek meg a Suzuka Circuit versenypályán, Szuzukában.

## Választható keverékek
| Abroncs              | Friss | Használt |
| -------------------- | ----- | -------- |
| Kemény keverék (C1)  |       |          |
| Közepes keverék (C2) |       |          |
| Lágy keverék (C3)    |       |          |
| Átmeneti esőgumi (I) |       |          |
| Teljes esőgumi (W)   |       |          |

## Szabadedzések

### Első szabadedzés
A japán nagydíj első szabadedzését október 11-én, pénteken délelőtt tartották, magyar idő szerint hajnali 03:00-tól. A szabadedzésen pályafutása során először ülhetett Formula–1-es autóba Jamamoto Naoki japán autóversenyző, Pierre Gasly helyén.
| helyezés | versenyző          | csapat/motor          | elért idő | különbség | futott kör |
| -------- | ------------------ | --------------------- | --------- | --------- | ---------- |
| 1        | Valtteri Bottas    | Mercedes              | 1:28,731  | −         | 26         |
| 2        | Lewis Hamilton     | Mercedes              | 1:28,807  | +0,076    | 25         |
| 3        | Sebastian Vettel   | Ferrari               | 1:29,720  | +0,989    | 26         |
| 4        | Charles Leclerc    | Ferrari               | 1:29,912  | +1,181    | 20         |
| 5        | Max Verstappen     | Red Bull-Honda        | 1:30,046  | +1,315    | 22         |
| 6        | Alexander Albon    | Red Bull-Honda        | 1:30,375  | +1,644    | 24         |
| 7        | Carlos Sainz Jr.   | McLaren-Renault       | 1:30,702  | +1,971    | 21         |
| 8        | Sergio Pérez       | Racing Point-Mercedes | 1:30,810  | +2,079    | 21         |
| 9        | Lance Stroll       | Racing Point-Mercedes | 1:30,959  | +2,228    | 27         |
| 10       | Lando Norris       | McLaren-Renault       | 1:31,001  | +2,270    | 24         |
| 11       | Romain Grosjean    | Haas-Ferrari          | 1:31,283  | +2,552    | 25         |
| 12       | Kimi Räikkönen     | Alfa Romeo-Ferrari    | 1:31,307  | +2,576    | 27         |
| 13       | Nico Hülkenberg    | Renault               | 1:31,426  | +2,695    | 29         |
| 14       | Daniel Ricciardo   | Renault               | 1:31,563  | +2,832    | 25         |
| 15       | Kevin Magnussen    | Haas-Ferrari          | 1:31,785  | +3,054    | 22         |
| 16       | Danyiil Kvjat      | Toro Rosso-Honda      | 1:31,920  | +3,189    | 23         |
| 17       | Jamamoto Naoki     | Toro Rosso-Honda      | 1:32,018  | +3,287    | 30         |
| 18       | George Russell     | Williams-Mercedes     | 1:32,800  | +4,069    | 23         |
| 19       | Robert Kubica      | Williams-Mercedes     | 1:33,484  | +4,753    | 27         |
| 20       | Antonio Giovinazzi | Alfa Romeo-Ferrari    | 1:36,887  | +8,156    | 4          |

### Második szabadedzés
A japán nagydíj második szabadedzését október 11-én, pénteken délután tartották, magyar idő szerint reggel 07:00-tól.
| helyezés | versenyző          | csapat/motor          | elért idő | különbség | futott kör |
| -------- | ------------------ | --------------------- | --------- | --------- | ---------- |
| 1        | Valtteri Bottas    | Mercedes              | 1:27,785  | −         | 33         |
| 2        | Lewis Hamilton     | Mercedes              | 1:27,885  | +0,100    | 34         |
| 3        | Max Verstappen     | Red Bull-Honda        | 1:28,066  | +0,281    | 24         |
| 4        | Charles Leclerc    | Ferrari               | 1:28,141  | +0,356    | 28         |
| 5        | Sebastian Vettel   | Ferrari               | 1:28,376  | +0,591    | 37         |
| 6        | Alexander Albon    | Red Bull-Honda        | 1:28,402  | +0,617    | 34         |
| 7        | Carlos Sainz Jr.   | McLaren-Renault       | 1:29,051  | +1,266    | 29         |
| 8        | Sergio Pérez       | Racing Point-Mercedes | 1:29,299  | +1,514    | 28         |
| 9        | Pierre Gasly       | Toro Rosso-Honda      | 1:29,354  | +1,569    | 34         |
| 10       | Lando Norris       | McLaren-Renault       | 1:29,358  | +1,573    | 35         |
| 11       | Kimi Räikkönen     | Alfa Romeo-Ferrari    | 1:29,477  | +1,692    | 29         |
| 12       | Danyiil Kvjat      | Toro Rosso-Honda      | 1:29,512  | +1,727    | 35         |
| 13       | Romain Grosjean    | Haas-Ferrari          | 1:29,553  | +1,768    | 28         |
| 14       | Lance Stroll       | Racing Point-Mercedes | 1:29,597  | +1,812    | 27         |
| 15       | Antonio Giovinazzi | Alfa Romeo-Ferrari    | 1:29,651  | +1,866    | 33         |
| 16       | Kevin Magnussen    | Haas-Ferrari          | 1:29,749  | +1,964    | 31         |
| 17       | Daniel Ricciardo   | Renault               | 1:29,859  | +2,074    | 30         |
| 18       | Nico Hülkenberg    | Renault               | 1:30,334  | +2,549    | 29         |
| 19       | Robert Kubica      | Williams-Mercedes     | 1:30,916  | +3,131    | 35         |
| 20       | George Russell     | Williams-Mercedes     | 1:31,071  | +3,286    | 36         |

### Harmadik szabadedzés
A japán nagydíj harmadik szabadedzését október 12-én, szombaton délelőtt tartották volna, magyar idő szerint hajnali 05:00-tól. A Hagibisz tájfun érkezése miatt azonban a teljes szombati programot (beleértve a harmadik szabadedzést is) törölték.

## Időmérő edzés
A japán nagydíj időmérő edzését eredetileg október 12-én, szombaton futották volna, magyar idő szerint 08:00-tól. A tájfun miatt a szombati programot törölni kellett, az időmérő edzés időpontja vasárnap délelőttre, magyar idő szerint hajnali 03:00-ra került át.
| helyezés              | rajtszám | versenyző          | csapat/motor          | 1. rész    | 2. rész  | 3. rész     | rajthely   | futott kör |
| --------------------- | -------- | ------------------ | --------------------- | ---------- | -------- | ----------- | ---------- | ---------- |
| 1                     | 5        | Sebastian Vettel   | Ferrari               | 1:28,988   | 1:28,174 | 1:27,064    | 1          | 16         |
| 2                     | 16       | Charles Leclerc    | Ferrari               | 1:28,405   | 1:28,179 | 1:27,253    | 2          | 16         |
| 3                     | 77       | Valtteri Bottas    | Mercedes              | 1:28,896   | 1:27,688 | 1:27,293    | 3          | 21         |
| 4                     | 44       | Lewis Hamilton     | Mercedes              | 1:28,735   | 1:27,826 | 1:27,302    | 4          | 20         |
| 5                     | 33       | Max Verstappen     | Red Bull-Honda        | 1:28,754   | 1:28,499 | 1:27,851[1] | 5          | 16         |
| 6                     | 23       | Alexander Albon    | Red Bull-Honda        | 1:29,351   | 1:28,156 | 1:27,851[1] | 6          | 19         |
| 7                     | 55       | Carlos Sainz Jr.   | McLaren-Renault       | 1:29,018   | 1:28,577 | 1:28,304    | 7          | 21         |
| 8                     | 4        | Lando Norris       | McLaren-Renault       | 1:28,873   | 1:28,571 | 1:28,464    | 8          | 21         |
| 9                     | 10       | Pierre Gasly       | Toro Rosso-Honda      | 1:29,411   | 1:28,779 | 1:28,836    | 9          | 21         |
| 10                    | 8        | Romain Grosjean    | Haas-Ferrari          | 1:29,572   | 1:29,144 | 1:29,341    | 10         | 15         |
| 11                    | 99       | Antonio Giovinazzi | Alfa Romeo-Ferrari    | 1:29,604   | 1:29,254 |             | 11         | 15         |
| 12                    | 18       | Lance Stroll       | Racing Point-Mercedes | 1:29,594   | 1:29,345 |             | 12         | 12         |
| 13                    | 7        | Kimi Räikkönen     | Alfa Romeo-Ferrari    | 1:29,636   | 1:29,358 |             | 13         | 15         |
| 14                    | 26       | Danyiil Kvjat      | Toro Rosso-Honda      | 1:29,723   | 1:29,563 |             | 14         | 16         |
| 15                    | 27       | Nico Hülkenberg    | Renault               | 1:29,619   | 1:30,112 |             | 15         | 13         |
| 16                    | 3        | Daniel Ricciardo   | Renault               | 1:29,822   |          |             | 16         | 8          |
| 17                    | 11       | Sergio Pérez       | Racing Point-Mercedes | 1:30,344   |          |             | 17         | 9          |
| 18                    | 63       | George Russell     | Williams-Mercedes     | 1:30,364   |          |             | 18         | 10         |
| 107%-os idő: 1:34,593 |          |                    |                       |            |          |             |            |            |
| NK                    | 20       | Kevin Magnussen    | Haas-Ferrari          | idő nélkül |          |             | 19[2]      | 2          |
| NK                    | 88       | Robert Kubica      | Williams-Mercedes     | idő nélkül |          |             | boxutca[2] | 1          |

Megjegyzés:
- ↑ 1:  — Max Verstappen és Alexander Albon ezredmásodpercre azonos időt futottak. Mivel Verstappen fejezte be hamarabb a körét, így őt rangsorolták előrébb.
- ↑ 2:  — Kevin Magnussen és Robert Kubica nem teljesítettek mért kört, így nem kvalifikálták magukat a futamra, de megkapták a rajtengedélyt. Magnussen ezen felül 5 rajthelyes büntetést is kapott sebességváltó-csere miatt, Kubica autóját pedig újra kellett építeni, ezért csak a boxutcából rajtolhatott el.[7]

## Futam
A japán nagydíj futama október 13-án, vasárnap rajtolt, magyar idő szerint reggel 07:10-kor.
| helyezés | rajtszám | versenyző          | csapat/motor          | futott kör[3] | idő/kiesés oka   | rajthely | abroncs | pont  |
| -------- | -------- | ------------------ | --------------------- | ------------- | ---------------- | -------- | ------- | ----- |
| 1        | 77       | Valtteri Bottas    | Mercedes              | 52            | 1:21:46,755      | 3        |         | 25    |
| 2        | 5        | Sebastian Vettel   | Ferrari               | 52            | +13,343          | 1        |         | 18    |
| 3        | 44       | Lewis Hamilton     | Mercedes              | 52            | +13,858          | 4        |         | 16[4] |
| 4        | 23       | Alexander Albon    | Red Bull-Honda        | 52            | +59,537          | 6        |         | 12    |
| 5        | 55       | Carlos Sainz Jr.   | McLaren-Renault       | 52            | +1:09,101        | 7        |         | 10    |
| 6        | 16       | Charles Leclerc    | Ferrari               | 51            | +1 kör[5]        | 2        |         | 8     |
| 7        | 10       | Pierre Gasly       | Toro Rosso-Honda      | 51            | +1 kör           | 9        |         | 6     |
| 8[3]     | 11       | Sergio Pérez       | Racing Point-Mercedes | 51            | +1 kör           | 17       |         | 4     |
| 9        | 18       | Lance Stroll       | Racing Point-Mercedes | 51            | +1 kör           | 12       |         | 2     |
| 10       | 26       | Danyiil Kvjat      | Toro Rosso-Honda      | 51            | +1 kör           | 14       |         | 1     |
| 11       | 4        | Lando Norris       | McLaren-Renault       | 51            | +1 kör           | 8        |         |       |
| 12       | 7        | Kimi Räikkönen     | Alfa Romeo-Ferrari    | 51            | +1 kör           | 13       |         |       |
| 13       | 8        | Romain Grosjean    | Haas-Ferrari          | 51            | +1 kör           | 10       |         |       |
| 14       | 99       | Antonio Giovinazzi | Alfa Romeo-Ferrari    | 51            | +1 kör           | 11       |         |       |
| 15       | 20       | Kevin Magnussen    | Haas-Ferrari          | 51            | +1 kör           | 19       |         |       |
| 16       | 63       | George Russell     | Williams-Mercedes     | 50            | +2 kör           | 18       |         |       |
| 17       | 88       | Robert Kubica      | Williams-Mercedes     | 50            | +2 kör           | boxutca  |         |       |
| ki       | 33       | Max Verstappen     | Red Bull-Honda        | 14            | baleseti sérülés | 5        |         |       |
| kiz[6]   | 3        | Daniel Ricciardo   | Renault               | 51            | +1 kör           | 16       |         |       |
| kiz[6]   | 27       | Nico Hülkenberg    | Renault               | 51            | +1 kör           | 15       |         |       |

Megjegyzés:
- ↑ 3:  — A versenytáv eredetileg 53 körös volt, amit a mezőny teljesített is, ám véletlenül egy körrel hamarabb intették le a versenyt, így a sportszabályzat alapján a hivatalos versenytáv 52 körre módosult. Emiatt Sergio Pérez hivatalosan a 8. helyen végzett, hiába esett ki az utolsó körben a versenyből.
- ↑ 4:  — Lewis Hamilton a helyezéséért járó pontok mellett a versenyben futott leggyorsabb körért további 1 pontot szerzett.
- ↑ 5:  — Charles Leclerc a Max Verstappennel történt ütközés okozásáért valamint a sérült autóval történő veszélyes közlekedésért, utólag egy 5+10 másodperces időbüntetést kapott, ezzel visszacsúszott a 7. helyre majd Daniel Ricciardo kizárása miatt visszakapta
- a 6. helyet[9]
- ↑ 6:  — A Renault automatikus fékerő-eloszlást alkalmazott Daniel Ricciardo és Nico Hülkenberg autójában, ezért utólag mindkettejüket kizárták a sportszabályzat megsértése miatt.[10]

## A világbajnokság állása a verseny után
| H   | Versenyzők       | Pont | H   | Konstruktőrök             | Pont |
| --- | ---------------- | ---- | --- | ------------------------- | ---- |
| 1.  | Lewis Hamilton   | 338  | 1.  | Mercedes                  | 612  |
| 2.  | Valtteri Bottas  | 274  | 2.  | Ferrari                   | 435  |
| 3.  | Charles Leclerc  | 223  | 3.  | Red Bull-Honda            | 323  |
| 4.  | Max Verstappen   | 212  | 4.  | McLaren-Renault           | 111  |
| 5.  | Sebastian Vettel | 212  | 5.  | Renault                   | 68   |
| 6.  | Carlos Sainz Jr. | 76   | 6.  | Toro Rosso-Honda          | 62   |
| 7.  | Pierre Gasly     | 75   | 7.  | Racing Point-BWT Mercedes | 58   |
| 8.  | Alexander Albon  | 64   | 8.  | Alfa Romeo-Ferrari        | 35   |
| 9.  | Sergio Pérez     | 37   | 9.  | Haas-Ferrari              | 28   |
| 10. | Lando Norris     | 35   | 10. | Williams-Mercedes         | 1    |

(A teljes táblázat)

## Statisztikák
- Vezető helyen:
  - Valtteri Bottas: 43 kör (1-17, 21-36 és 43-52)
  - Lewis Hamilton: 9 kör (18-20 és 37-42)
- Sebastian Vettel 57. pole-pozíciója.
- Valtteri Bottas 6. futamgyőzelme.
- Lewis Hamilton 46. versenyben futott leggyorsabb köre.
- A Mercedes 99. futamgyőzelme.
- Valtteri Bottas 43., Sebastian Vettel 119., Lewis Hamilton 148. dobogós helyezése.
- A Mercedes ezen a futamon megszerezte a 2019-es konstruktőri világbajnoki címet. Ezzel sorozatban (2014 óta) 6. konstruktőri címüket nyerték meg,[11] amivel beállították a Ferrari 1999–2004 között elért rekordját.[12]